# 인천국제고등학교
인천국제고등학교(仁川國際高等學校)는 대한민국 인천광역시 중구 운서동에 있는 공립 고등학교이다.

## 학교 연혁
- 2003년 9월 5일 : 학교 설립계획 확정(인천광역시교육위원회 의결)
- 2006년 8월 10일 : 본교 교사(校舍) 착공
- 2007년 3월 20일 : 특수목적고등학교 지정·고시(인천광역시교육청 고시 제2007-117호)
- 2007년 12월 10일 : 본교 교사(校舍) 준공
- 2008년 3월 4일 : 초대 이순서 교장 취임식 및 2008학년도 입학식(126명 입학, 외국인 학생 1명 포함)
- 2008년 9월 8일 : 개교 기념식 거행
- 2009년 2월 24일 : 국제반 교육과정 승인
- 2009년 2월 26일 : 자율학교 지정(2009.3.1-2014.2.28) 승인
- 2009년 3월 1일 : 인천광역시교육청지정 정책 연구학교 '국제이해교육을 통한 Global Leader 의식함양' (~2010.12.31)
- 2011년 2월 10일 : 제1회 졸업식 (5학급 124명 졸업, 외국인학생 1명 포함)
- 2022년 3월 1일 : 제6대 윤건선 교장 취임
- 2023년 12월 20일 : 제14회 졸업식(6학급 135명 졸업)
- 2024년 3월 4일 : 제17회 입학식(6학급 140명 입학)

## 참고 자료
- 인천국제고등학교 - 한국교육학술정보원 학교알리미